# CastaDiva
CastaDiva ist ein  5-Sterne-Resort in Blevio in der Provinz Como in Italien.

Das Resort wurde nach der Arie Casta Diva aus der Oper Norma benannt. Das Kernstück der Anlage ist die Villa Roccabruna, einst das Haus der Opernsängerin Giuditta Pasta, in dem der Komponist Vincenzo Bellini seine zwei bekanntesten Werke schrieb: La Sonnambula und Norma.

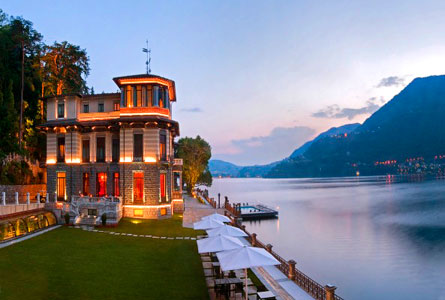
CastaDiva

## Geschichte
Die Villa Roccabruna wurde im 18. Jahrhundert an den Ufern des Comer Sees in Blevio erbaut.
Im 19. Jahrhundert war die Villa als “Casino Ribiere” bekannt, nach dem Namen der Besitzerin: die Französin Madame Ribier, die eine berühmte Schneiderin und Stylistin war. In den ersten Jahren des 19. Jahrhunderts realisierte sie umwerfende Kleider für die noblen Damen in Mailand. Gerüchte zur damaligen Zeit beschrieben Madame Ribier als eine sehr freidenkende Frau, beliebt unter den Frauen für ihre Kleider und unter den Männern für ihr ausschweifendes Privatleben.
Im Jahr 1827 wurde die Villa von Giuditta Pasta gekauft, die dem Architekten Filippo Ferranti (einen Onkel mütterlicherseits) mit der Umstrukturierung beauftragte. Die Restaurierung wurde zwischen 1827 und 1829 durchgeführt. Der Architekt ließ eine große Herrenvilla im neoklassischen Stil erbauen und zwei kleinere Anbauten für die Gäste. Die durch baumbestandenen Wege verbundenen Gebäude waren von einem wunderbaren Garten umgeben. Die Sängerin gab dem Besitz den Namen “Villa Roda”.
Die Villa war ein Treffpunkt für Künstler, Komponisten und Sänger. Ein regelmäßiger Besucher war Vincenzo Bellini, der, inspiriert von der Seenlandschaft von Moltrasio und Blevio, sein Werk „Norma“ komponierte, welches als erstes, mit Giuditta Pasta in der Titelrolle, aufgeführt wurde. Diese Oper enthält die Arie „Casta Diva“, eine der bekanntesten Arien des neunzehnten Jahrhunderts. Die Chroniken berichten, dass im Jahr 1829 auch Gaetano Donizetti einen Monat lang in der Villa verbrachte, als er die Oper „Anna Bolena“ komponierte. Giuditta Pasta verbrachte die letzte Zeit ihres Lebens in der Villa, wobei sie am 1. April 1865 im Alter von 67 Jahren starb.
Zu Anfang des 20. Jahrhunderts kauft die Familie Wild den Besitz. 1904 wird die Villa Roda abgerissen um Platz für ein neues Wohngebäude zu schaffen, entworfen vom Architekten Carlo Formenti: die Villa Roccabruna. Im Laufe der zweiten Hälfte des 20. Jahrhunderts erlebt die Villa wechselhafte Zeiten und bleibt am Ende quasi eine Ruine.

## Das Hotel
Nach aufmerksamenen Umbau und Renovierung durch den Unternehmer Gabriele Zerbi verfügt heute die Villa über 75 Zimmer, 2 Restaurants, 4 Konferenzräume und einen 1300 Quadratmeter großen Spa. Am Ende der Bauarbeiten wurde die Villa zunächst Sitz des CastaDiva Resort & Spa und dann, im Jahr 2018, des Mandarin Oriental Lake Como Resort.